# Croisades (film)
« Outcast (film, 2015) » redirige ici. Pour les autres significations, voir Outcast.
Pour les articles homonymes, voir Croisade (homonymie).
Pour plus de détails, voir Fiche technique et Distribution.
Croisades (Outcast) est un film franco-canado-chinois réalisé par Nicholas Powell, sorti en 2015.

## Synopsis
Au XIIe siècle, Gallain et son protégé Jacob, deux croisés, participent à l'attaque d'une citadelle musulmane. Face à l'atrocité des combats, ils décident de renier leur engagement. Trois ans plus tard, Jacob est contacté par le jeune héritier d'un empereur chinois : celui-ci a été tué par son frère, qui entend ravir le trône. Jacob accepte de mettre son sabre à son service pour racheter ses crimes du passé. Il va trouver Gallain, devenu bandit, et lui demande de l'aider dans sa mission. Tous deux décident de reprendre les armes et de défendre l'héritier contre son frère

## Fiche technique
- Titre original : Outcast
- Titre français : Croisades
- Réalisation : Nicholas Powell
- Scénario : James Dormer
- Direction artistique : Guo Jing et Ma Mingjun
- Décors : Nigel Churcher et Yang Haoyu
- Costumes : Zhu Yongzhong et Zhu Yongfeng
- Photographie : Joel Ransom
- Son : Cloud Wang
- Montage : Olivier Gourlay et Nicolas Trembasiewicz
- Musique : Guillaume Roussel
- Production : Alan Zhang, Jeremy Bolt, Christopher Milburn, Karine Martin, Gary Hamilton, Ying Ye, George Mizen, Léonard Glowinski, Tove Christensen et Xun Zhang
  - Production associée : Frederic Guarino et Arthur Tarnowski
  - Production déléguée : Mark Canton, Mike Gabrawy, Mark Slone, Jean-François Doray, Élyse Boulet, Marc Charette, Li Qiyan, Andrew Mann
  - Production exécutive : Ren Naichang, Aaron Shershow et Matthew Kuipers
- Sociétés de production : Yunnan Film Group, Media-Max et 22h22
- Sociétés de distribution : M6 Vidéo (France), Entertainment One (Canada), Yunnan Film Group (Chine)
- Pays d'origine :  France,  Canada,  Chine
- Genre : aventures
- Durée : 99 minutes
- Dates de sortie :
  - Canada et États-Unis : 6 février 2015
  - Chine : 3 avril 2015
  - France : 27 mai 2015 (directement en vidéo)[2]

## Distribution
- Hayden Christensen (VF : Pierre Lognay) : Jacob
- Nicolas Cage (VF : Dominique Collignon-Maurin) : Gallain
- Liu Yifei (VF : Marie Dubled) : Lian
- Ji Ke Jun Yi (zh) : Mei
- Alaa Safi : le prince Maure
- Andy On (VF : Nicolas Matthys) : Shing
- Bill Su Jiahang (VF : Thibaut Delmotte) : Zhao
- Shi Liang (VF : Patrick Donnay) : King
- Anoja D. Bolt (VF : Julie Basecqz) : Anika
- Coco Wang (VF : Maia Baran) : Xiaoli

## Possible suite
Le 15 avril 2014, le producteur Jeremy Bolt annonce des plans pour la suite du film.